# كتابات غير ملتزمة
كتابات غير ملتزمة، مجموعة مقالات نقدية من مؤلفات الشاعرة والكاتبة العربية السورية غادة السمان، صدرت في عام 1980، عن منشورات غادة السمان في بيروت، لبنان.